# Хэлань
Хэла́нь (кит. упр. 贺兰, пиньинь Hèlán) — уезд городского округа Иньчуань Нинся-Хуэйского автономного района (КНР).

## История
При империи Цин в 1724 году здесь был создан уезд Нинся (宁夏县). В 1928 году была создана провинция Нинся (宁夏省), и уезд вошёл в её состав. В 1941 году во избежание путаницы с названием провинции уезд Нинся был переименован в Хэлань.
В 1954 году провинция Нинся была расформирована, и уезд вошёл в состав Специального района Иньчуань (银川专区) провинции Ганьсу. В 1958 году Специальный район Иньчуань был расформирован, и уезд перешёл в состав новообразованного Нинся-Хуэйского автономного района. В 1972 году был создан Округ Иньбэй (银北地区) Нинся-Хуэйского автономного района, и уезд вошёл в его состав. В 1975 году округ Иньбэй был расформирован, и уезд перешёл в состав городского округа Иньчуань.

## Административное деление
Уезд делится на 4 посёлка и 1 волость.

## Экономика
Развиты сельское хозяйство (рис), пищевая промышленность и «зелёный туризм».